# Jacksonville (Florida)
Jacksonville város Florida államban, az USA legnagyobb területű városa és Duval megye székhelye. 2010-ben az Amerikai Egyesült Államok 11. legnépesebb városává vált. Az USA népszámlálási hivatalának az évi beszámolójából kiderül, hogy a jacksonville-i metropolisz a negyedik legnagyobb Floridában, népessége 1 345 596 fő. Jacksonville a harmadik legnépesebb város az USA keleti partján New York és Philadelphia után.

## Éghajlat
Jacksonville nedves szubtrópusi klímával rendelkezik, ami enyhe teleket és forró nyarakat okoz.
Téli hónapokban a késő esti órákban fagyhat is, de a hideg viszonylag hamar elmúlik. A legalacsonyabb hőmérséklet -14 °C volt Jacksonville-ben, amit 1985. január 21-én mértek. Azon a napon a keleti part több pontján dőlt meg a hidegrekord. Előfordul, hogy havazik, de még mielőtt a talajra érne, elolvad. Igaz, 1989 karácsonyán mégis leért egy vékony réteg hó a földre.
| Hónap                         | Jan. | Feb. | Már. | Ápr. | Máj. | Jún. | Júl. | Aug. | Szep. | Okt. | Nov. | Dec. | Év   |
| ----------------------------- | ---- | ---- | ---- | ---- | ---- | ---- | ---- | ---- | ----- | ---- | ---- | ---- | ---- |
| Átlagos max. hőmérséklet (°C) | 18,2 | 20,1 | 23,1 | 26,2 | 29,8 | 32,2 | 33,3 | 32,7 | 30,5  | 26,9 | 23,1 | 19,2 | 26,3 |
| Átlagos min. hőmérséklet (°C) | 5,3  | 7,1  | 9,8  | 12,6 | 17,0 | 21,1 | 22,6 | 22,6 | 20,8  | 15,8 | 10,5 | 6,6  | 14,4 |
| Átl. csapadékmennyiség (mm)   | 84   | 81   | 100  | 67   | 63   | 164  | 166  | 173  | 208   | 100  | 54   | 71   | 1330 |
| Havi napsütéses órák száma    | 189  | 194  | 257  | 285  | 303  | 285  | 282  | 263  | 228   | 213  | 195  | 183  | 2877 |
| Forrás: NOAA                  |      |      |      |      |      |      |      |      |       |      |      |      |      |

Jacksonville kevesebb kárt szenved el az évente kialakuló hurrikánoktól, mint más keleti parti városok. 1871 óta csak egy ciklon csapott le a városra, habár számos alkalommal tapasztalnak az itt élők hasonló viharokat. A legsúlyosabb károkat az 1964-es Dora hurrikán okozta. A vihar epicentruma St. Augustine-on haladt át 180 km/h-s sebességgel.

## Bűnözés
Egy FBI-felmérés szerint 2006-ban Jacksonville-ben 6663 erőszakos bűntényt regisztráltak, melyből 110 gyilkosság. Míg az ilyesfajta tettek 9,5%-kal megemelkedtek az abban az egy évben, addig a rablások, betörések, gyújtogatások, autólopások és vandálkodások mértéke csökkent. Az elmúlt néhány évben tapasztalhatóak voltak bandaharcok.
A Morgan Quitno Press 2006 a harminckét 500 000 vagy annál nagyobb népességgel rendelkező város közül a 10. legbiztonságosabb várossá nyilvánította Jacksonville-t.
2007. november 19-én Jacksonville-t Florida 11. legveszélyesebb városává választották. (Orlando az 1., Miami a 3., Tampa a 6., Tallahassee a 7. és Gainesville a 8. lett.) Az Amerikai Egyesült Államok 115. legveszélyesebb városa (Detroit az első).

## Média
A The Daily Record a legolvasottabb napilap a The Florida Times-Union után. Magazinok: Folio Weekly, MetroJacksonville, Jacksonville Free Press, Jacksonville Business Journal, The Florida Star, Saint Augustine Catholic, Arbus, Hola News és Jacksonville Magazine.
A város NBC-, ABC-, CBS-, FOX-, My Network-, PBS és CW-állomásokkal rendelkezik.
(WTLV-NBC; WJXX-ABC; WTEV-CBS; WAWS-FOX, My Network; WJCT-PBS; WCWJ-CW)

## Testvérvárosok
| - - Bahia Blanca (1967-óta) - - Murmanszk (1975) - - Masan (1983) | - - Nantes (1984) - - Yingkou (1990) - - Port Elizabeth (2000) |